# Atoll de la Surprise
L’atoll de la Surprise est une île corallienne faisant partie des récifs d'Entrecasteaux, au nord-ouest de la Nouvelle-Calédonie. À ce titre, il est depuis 2008 inscrit avec les lagons de Nouvelle-Calédonie au patrimoine mondial de l'UNESCO.

## Géographie

Carte de la Nouvelle-Calédonie et du Vanuatu.

L'atoll est au centre des récifs d'Entrecasteaux qui constituent l'extrémité nord-ouest du lagon de l'archipel de la Nouvelle-Calédonie. Il est distant d'environ 120 milles marins (193 km) de la pointe nord-ouest de la Grande Terre.
Le récif barrière de l'atoll dispose d'une longueur cumulée de 65 km. Il n'est pas entièrement fermé, avec plusieurs passes et une ouverture à l'ouest. Il s'agit de l'un des plus importants des récifs d'Entrecasteaux, avec celui de l'atoll voisin de Huon. Il dispose de trois îlots, ou motus, pour environ 3,3 km2 de terres émergées : les îles Fabre et Le Leizour sur la barrière récifale nord-orientale de l'atoll, et l'île Surprise au sud.
L'atoll de la Surprise est la seule partie des récifs d'Entrecasteaux à avoir été utilisée par l'homme. L'unique occupation pérenne n'a lieu que sur ses trois îlots entre 1883 et 1928 pour l'exploitation du guano. Aujourd'hui, la station météorologique de Météo-France, installée en 1965 sur l'île Surprise, est la seule infrastructure d'origine humaine.

## Histoire
Les îles Fabre et Le Leizour ont reçu les noms de deux des premiers pilotes de navire de Nouvelle-Calédonie au XIXe siècle : Gustave Fabre (1841-1891) et Alexandre-Louis Le Leizour (1834-1886). Elles ont été baptisées ainsi par les membres de l'équipage du croiseur Le Curieux en 1876. Le nom de La Surprise a été donné à l'atoll (puis à son îlot le plus boisé) par son découvreur, Antoine Bruny d'Entrecasteaux, le 1er juillet 1792. Celui-ci aurait en effet été surpris de « tomber dessus » une nouvelle terre émergée aussi près de la Grande Terre, alors qu'il croyait avoir « arrondi » la Nouvelle-Calédonie.

## Biodiversité
Des quatre îlots des récifs d'Entrecasteaux, seuls deux de l'atoll de la Surprise, Fabre et Surprise disposent d'une strate arbustive (par exemple tournefortia argentea) en plus de la strate herbacée, voire arborescente (comme pisonia grandis) sur la côte sous le vent de Surprise. Cette dernière dispose de la végétation la plus importante, avec 25 espèces végétales appartenant à 20 familles différentes dont cinq de graminées, une de fougère et une majorité de plantes dicotylédone. L'île Surprise est également la seule à disposer de deux espèces sédentaires de frégates : frégate du Pacifique (Fregata minor) et frégate ariel (Fregata ariel). Ces îlots sont également des sites de ponte pour les tortues vertes.